# Braxton Bragg
Braxton Bragg (17 de març de 1822 - 27 de setembre de 1876) fou un oficial de carrera de l'Exèrcit dels Estats Units i un general de l'exèrcit de la Confederació. De fet, fou el principal comandament al Teatre Oest de la Guerra de Secessió i després fou assessor militar del president confederat Jefferson Davis.